# Elezioni politiche suppletive in Italia del 1972
Le elezioni politiche suppletive italiane del 1972 sono le elezioni tenute in Italia il 26 e 27 novembre 1972 per eleggere deputati o senatori dei collegi uninominali rimasti vacanti. Furono le prime elezioni politiche suppletive in Italia, in quanto l'istituto fu appositamente introdotto in questa tornata elettorale per la sostituzione di Oreste Marcoz e Gennaro Ollietti, entrambi deceduti ma risultati eletti alle elezioni politiche dello stesso anno. La circoscrizione Valle d'Aosta alla Camera e al Senato eleggeva infatti sin dal 1948 un solo deputato e un solo senatore e costituiva dunque di fatto un unico collegio uninominale.

## Camera dei deputati
| Partito                            | Partito                                                 | Candidato                          | Risultati 26-27 novembre 1972 | Risultati 26-27 novembre 1972 |
| Partito                            | Partito                                                 | Candidato                          | Voti                          | %                             |
| ---------------------------------- | ------------------------------------------------------- | ---------------------------------- | ----------------------------- | ----------------------------- |
|                                    | UVP-DP-PCI-PSI                                          | Emilio Chanoux                     | 32 192                        | 48,21                         |
|                                    | DC-UV-RV-PSDI                                           | Pietro Fosson                      | 31 964                        | 47,87                         |
|                                    | MSI-DN                                                  | Giovanbattista Parisi              | 2 615                         | 3,92                          |
|                                    |                                                         |                                    |                               |                               |
| Iscritti                           | Iscritti                                                | Iscritti                           | 79 365                        | 100,00                        |
| ↳ Votanti (% su iscritti)          | ↳ Votanti (% su iscritti)                               | ↳ Votanti (% su iscritti)          | 72 754                        | 91,67                         |
| ↳ Voti validi (% su votanti)       | ↳ Voti validi (% su votanti)                            | ↳ Voti validi (% su votanti)       | 66 771                        | 91,78                         |
| ↳ Schede non valide (% su votanti) | ↳ Schede non valide (% su votanti)                      | ↳ Schede non valide (% su votanti) | 5 983                         | 8,22                          |
| ↳ Astenuti (% su iscritti)         | ↳ Astenuti (% su iscritti)                              | ↳ Astenuti (% su iscritti)         | 6 611                         | 8,33                          |
|                                    |                                                         |                                    |                               |                               |
|                                    | Esito: collegio passa da DC-UV-RV-PSDI a UVP-DP-PCI-PSI |                                    |                               |                               |

## Senato della Repubblica
| Partito                            | Partito                                                 | Candidato                          | Risultati 26-27 novembre 1972 | Risultati 26-27 novembre 1972 |
| Partito                            | Partito                                                 | Candidato                          | Voti                          | %                             |
| ---------------------------------- | ------------------------------------------------------- | ---------------------------------- | ----------------------------- | ----------------------------- |
|                                    | UVP-DP-PCI-PSI                                          | Giuseppe Filliétroz                | 29 667                        | 48,67                         |
|                                    | DC-UV-RV-PSDI                                           | Vittorino Bondaz                   | 29 099                        | 47,74                         |
|                                    | MSI-DN                                                  | Giulio Arata                       | 2 192                         | 3,60                          |
|                                    |                                                         |                                    |                               |                               |
| Iscritti                           | Iscritti                                                | Iscritti                           | 72 368                        | 100,00                        |
| ↳ Votanti (% su iscritti)          | ↳ Votanti (% su iscritti)                               | ↳ Votanti (% su iscritti)          | 66 311                        | 91,63                         |
| ↳ Voti validi (% su votanti)       | ↳ Voti validi (% su votanti)                            | ↳ Voti validi (% su votanti)       | 60 958                        | 91,93                         |
| ↳ Schede non valide (% su votanti) | ↳ Schede non valide (% su votanti)                      | ↳ Schede non valide (% su votanti) | 5 353                         | 8,07                          |
| ↳ Astenuti (% su iscritti)         | ↳ Astenuti (% su iscritti)                              | ↳ Astenuti (% su iscritti)         | 6 057                         | 8,37                          |
|                                    |                                                         |                                    |                               |                               |
|                                    | Esito: collegio passa da DC-UV-RV-PSDI a UVP-DP-PCI-PSI |                                    |                               |                               |

## Riepilogo
| Data           | Camera                  | Ciscoscrizione | Collegio      | Partito | Partito | Parlamentare uscente | Partito | Partito | Parlamentare eletto |
| -------------- | ----------------------- | -------------- | ------------- | ------- | ------- | -------------------- | ------- | ------- | ------------------- |
| 26-27 novembre | Camera dei deputati     | Valle d'Aosta  | Valle d'Aosta |         | DC      | Germano Ollietti     |         | UVP     | Emilio Chanoux      |
| 26-27 novembre | Senato della Repubblica | Valle d'Aosta  | Valle d'Aosta |         | UV      | Oreste Marcoz        |         | UVP     | Giuseppe Fillietroz |